# Рабдовирусы
Рабдови́русы (лат. Rhabdoviridae) — семейство вирусов, содержащих одноцепочечную линейную (-)РНК. Вызывают инфекционные заболевания у позвоночных, беспозвоночных и растений. Вирусы, поражающие животных, пулевидны, а растения — бацилловидны. Длина вирусных частиц от 130 до 380 нм.

## Классификация
По данным Международного комитета по таксономии вирусов (ICTV), на март 2019 года в семейство включают 30 родов:
- Almendravirus — 6 видов
- Alphanemrhavirus — 2
- Alphanucleorhabdovirus — 9
- Arurhavirus  — 4
- Barhavirus — 2
- Betanucleorhabdovirus — 6
- Caligrhavirus — 3
- Curiovirus — 4
- Cytorhabdovirus — 23
- Dichorhavirus — 5
- Ephemerovirus — 8
- Gammanucleorhabdovirus — 1
- Hapavirus — 16
- Ledantevirus — 16
- Lostrhavirus — 1
- Lyssavirus — 17
- Mousrhavirus — 1
- Novirhabdovirus — 4
- Ohlsrhavirus — 5
- Perhabdovirus — 3
- Sawgrhavirus — 4
- Sigmavirus — 7
- Sprivivirus — 2
- Sripuvirus — 8
- Sunrhavirus — 6
- Tibrovirus — 7
- Tupavirus — 3
- Varicosavirus — 1
- Vesiculovirus — 16
- Zarhavirus — 1

Предыдущий состав семейства по состоянию на 2017 год:
- Almendravirus (5 видов)
- Curiovirus (4 вида)
- Cytorhabdovirus (11 видов, вирусы растений[4])
- Dichorhavirus (2 вида)
- Ephemerovirus — Эфемеровирусы[5] (8 видов, вирусы позвоночных[4])
  - Bovine fever ephemerovirus [syn. Bovine ephemeral fever virus] — вирус эфемерной лихорадки крупного рогатого скота[5]
- Hapavirus (15 видов)
- Ledantevirus (14 видов)
- Lyssavirus — Лиссавирусы[5] (14 видов, вирусы позвоночных[4])
  - Rabies lyssavirus [syn. Rabies virus] — Вирус бешенства
- Novirhabdovirus — Новирабдовирусы[5] (4 вида, вирусы рыб[4])
- Nucleorhabdovirus (10 видов, вирусы растений[4])
- Perhabdovirus (3 вида)
- Sigmavirus (7 видов)
- Sprivivirus (2 вида)
- Sripuvirus (5 видов)
- Tibrovirus (2 вида)
- Tupavirus (2 вида)
- Varicosavirus (1 вид)
- Vesiculovirus — Везикуловирусы[5] (9 видов, вирусы позвоночных, в том числе вызывающие везикулярный стоматит[4])
- 1 вид, для которого род не определён
  - Moussa virus

В 2016 году всем видам семейства, включённым в роды, изменили научное название для устранения возможной путаницы между названиями рода и вида.

## Рабдовирусные инфекции
- Бешенство
- Стоматит